# Voznessenivka
Voznessenivka (en ucrainès: Вознесенівка, en rus: Вознесеновка, Voznessenovka, Червонопартиза́нск, Txervonopartizansk) és una ciutat del municipi de Dovjansk, óblast de Luhansk d'Ucraïna. Població: 15.273 (2021), 15.659 (2013).
La ciutat es troba al sud-est de l'óblast de Luhansk al mig de la divisòria principal de drenatge de Donets que separa la conca hidrogràfica de Velika Kamianka al nord de les conques hidrogràfiques dels rius Kundriutxa i Burhusta al sud. Al nord, la ciutat passa per una línia de ferrocarril Debàltseve – Zverevo (Rússia) amb una estació de tren Krasna Mohila situada dins dels límits de la ciutat.
Una frontera internacional entre Rússia i Ucraïna recorre els afores orientals de la ciutat. Aquí es troba el punt de control de la frontera per carretera i el punt de control de la frontera del ferrocarril a l'estació de tren de Krasna Mohila.

## Història
La ciutat es va establir el novembre de 1960 al mig de l'estepa de Provallia, que rep el nom de la seva vall profunda amb pendents pronunciats. Els vessants de la vall estan coberts de roure, auró, pera silvestre i un riu sorollós amb salze a les seves ribes.
El seu establiment enmig de l'estepa de Provallia, Voznessenivka, es deu principalment als geòlegs soviètics que els anys 30 van descobrir aquí grans jaciments d'antracita. La primera mina #63 es va construir durant la Segona Guerra Mundial (1944) i el 1947 es va fundar una gran empresa minera de carbó, Chervonyi Partyzan Mine. La seva capacitat projectada era de 2,5 mil tones de combustible fòssil per dia. El 1949-1955 al costat de Chervonyi Partyzan, es van construir les mines menys potents Provallya #1 i Provallya #2. El 1956 totes les mines van produir 2,3 milers de tones d'antracita o el 16,3% de l'extracció total de les mines de la corporació Sverdlovskvuhillya.
El setembre de 1956, diversos llocs poblats, entre els quals es trobaven Voznesenivka, Novomykolaivka, l'estació de tren de Krasna Mohila i un barri residencial de la mina de Chervoni Partizan, es van unir en un assentament urbà obrer Txervonopartizansk, que ja representava 15.000 habitants masculins. A finals de 1956 es van construir més mines.
La crida del Partit Comunista i el Komsomol "Joves – sobre la construcció de les mines del Donbàs!" va cridar milers de joves patriotes. A l'estepa de Provallia amb "tiquets de viatge Komsomol" van arribar més de 2.000 nois i noies de les regions d'Odessa i Txernivtsí i Moldàvia per construir durant un període de cinc anys mines al vessant nord del barranc de Burhustin.
La preparació per reunir joves voluntaris la va organitzar el Comitè de Districte de Sverdlovsk del Partit Comunista d'Ucraïna.
Des del 2014, Voznessenivka està controlat per les forces de la República Popular de Luhansk. El juliol del 2014, la ciutat va ser l'escenari de lluites durant el conflicte prorusso de 2014 a Ucraïna.
El 2016 la ciutat va ser rebatejada Voznessenivka (en ucraïnès: Вознесенівка) com a part de la descomunització a Ucraïna. El procés de canvi de nom de la ciutat està suspès temporalment perquè no està totalment controlat pel govern d'Ucraïna.